# Resolutie 1397 Veiligheidsraad Verenigde Naties
Resolutie 1397 van de Veiligheidsraad van de Verenigde Naties werd op 12 maart 2002 aangenomen met veertien stemmen voor en geen tegen, bij onthouding van Syrië. Het is de historische resolutie waarin de Veiligheidsraad zich voor het eerst uitsprak voor de vorming van een staat Palestina naast Israël.
De resolutie werd ingediend door de Verenigde Staten. Voor er gestemd werd, had VN-secretaris-generaal Kofi Annan in zijn tot dan toe hardste uitspraak tegen Israël een beroep op dat land gedaan de "illegale bezetting" van Palestijns gebied te beëindigen.

## Achtergrond
Tussen 1987 en 1993 had een spiraal van geweld tot gevolg dat honderden Palestijnen en Israëli's omkwamen. Toen dat laatste jaar de Oslo-akkoorden werden getekend, was er weer hoop op een verbetering van de toestand. Er gebeurde echter nauwelijks iets. De bezetting door Israël bleef voortduren en de economische situatie verslechterde nog. Een bezoek van Ariel Sharon aan de Tempelberg op 28 september 2000 werd gezien als een provocatie en leidde tot zware rellen. Wat volgde was de Tweede Intifada, waarbij opnieuw vele duizenden omkwamen.

## Inhoud
De Veiligheidsraad herinnerde aan zijn vorige relevante resoluties, in het bijzonder de resoluties 242 (1967) en 338 (1973).
Men zag in een regio waar twee landen, Israël en Palestina, naast elkaar leven binnen veilige en erkende grenzen de oplossing voor het conflict. Doch was men ernstig bezorgd over het voortduren van de tragische en gewelddadige gebeurtenissen die sedert september 2000 plaatsvonden. Er werd een einde geëist aan alle gewelddaden, waaronder terreur, provocaties, opruiing en vernieling. Alle betrokken partijen moesten de veiligheid van burgers verzekeren en het internationaal humanitair recht naleven.
Men verwelkomde de diplomatieke inspanningen van de Verenigde Staten, Rusland, de Europese Unie en de VN-Speciale Coördinator om een alomvattende, rechtvaardige en duurzame vrede tot stand te brengen in het Midden-Oosten. Ook de bijdrage van kroonprins Abdoellah van Saoedi-Arabië hierin werd verwelkomd.
De Israëlische en Palestijnse leiders werden opgeroepen samen te werken aan de uitvoering van het Tenet-werkplan en de aanbevelingen in het rapport-Mitchell teneinde de onderhandelingen te hervatten. Dat plan van CIA-directeur George Tenet moest op korte termijn een staakt-het-vuren tot stand brengen.
Het rapport was opgesteld door een internationale onderzoekscommissie naar de oorzaken van de Tweede Intifada onder leiding van de Amerikaan George Mitchell. Het beval onder meer aan dat de Palestijnse Autoriteit zich zou inspannen om terrorisme te voorkomen en dat de uitbreiding van de Israëlische nederzettingen zou worden bevroren.
Lijst ·  1387 ·  1388 ·  1389 ·  1390 ·  1391 ·  1392 ·  1393 ·  1394 ·  1395 ·  1396 ·  1397 ·  1398 ·  1399 ·  1400 ·  1401 ·  1402 ·  1403 ·  1404 ·  1405 ·  1406 ·  1407 ·  1408 ·  1409 ·  1410 ·  1411 ·  1412 ·  1413 ·  1414 ·  1415 ·  1416 ·  1417 ·  1418 ·  1419 ·  1420 ·  1421 ·  1422 ·  1423 ·  1424 ·  1425 ·  1426 ·  1427 ·  1428 ·  1429 ·  1430 ·  1431 ·  1432 ·  1433 ·  1434 ·  1435 ·  1436 ·  1437 ·  1438 ·  1439 ·  1440 ·  1441 ·  1442 ·  1443 ·  1444 ·  1445 ·  1446 ·  1447 ·  1448 ·  1449 ·  1450 ·  1451 ·  1452 ·  1453 ·  1454